# Leptodactylus sabanensis
Espèce
Statut de conservation UICN

 LC  : Préoccupation mineure
Leptodactylus sabanensis est une espèce d'amphibiens de la famille des Leptodactylidae.

## Répartition
Cette espèce se rencontre dans la Gran Sabana :
- dans le sud-est du Venezuela ;
- dans l'État de Roraima au Brésil.

## Description
Leptodactylus sabanensis mesure de 35 à 46 mm pour les mâles et de 42 à 57 mm pour les femelles. Son dos est grisâtre avec des taches brunes. Les mâles ont la gorge crème et le ventre jaune. Les femelles ont la face ventrale crème tachetée de gris

## Étymologie
Son nom d'espèce, composé de saban[a] et du suffixe latin -ensis, « qui vit dans, qui habite », lui a été donné en référence au lieu de sa découverte, la Gran Sabana.

## Publication originale
- Heyer, 1994 : Variation within the Leptodactylus podicipinus-wagneri complex of frogs (Amphibia:  Leptodactylidae). Smithsonian Contributions to Zoology, no 546, p. 1-124 (texte intégral).